# تاكوجي ميوشي
تاكوجي ميوشي (باليابانية: 三好 拓児) (مواليد 20 أغسطس 1978)، هو لاعب كرة قدم ياباني سابق كان يلعب كمدافع.

## وصلات خارجية
- تاكوجي ميوشي على موقع رابطة كرة القدم اليابانية للمحترفين (اليابانية)
- تاكوجي ميوشي على موقع عالم كرة القدم.نت (الإنجليزية)